# Film Ist. (1-6)
Film Ist. (1-6) és un llargmetratge de l’any 1998 dirigit i escrit per Gustav Deutsch. Es considera un documental del gènere del cinema experimental.
Deutsch combina imatges científiques i educatives silenciant les veus i sons originals per tal d’enllaçar una banda sonora lírica —basada, principalment, en efectes sonors —que emfatitza el caràcter meditatiu del film alhora que unifica el conjunt i li atorga significat.
Deutsch "va despullar aquestes pel·lícules de les explicacions de fisiologia o psicologia que originalment les acompanyaven", escriu Tom Gunning. “Sense aquestes explicacions tranquil·litzadores, bona part de les imatges semblen estranyes, oníriques, horribles o divertides, grotesques. En lloc de ser processades per obtenir la informació que tenen, aquestes imatges ens confronten amb tota la seva estranyesa”.

## Trama
La pel·lícula consisteix en el laboratori científic com a lloc de naixement de la cinematografia. Agrupa sis pel·lícules o capítols filmogràfics basats en el metratge apropiat.
Els sis curtmetratges, d’aproximadament 10 minuts cadascun, mostren l'enlairament de coloms, l'extracció d’un ull humà, la visió estereoscòpica, com caminen els nens petits i els simis, un Mercedes estavellant-se contra una paret de maó en càmera lenta, entre d'altres.

### Bewegung und Zeit("Moviment i temps")
En la primera pel·lícula es pretén capgirar la descripció que els germans Lumière fan de la càmera i el cinema l’any 1895: “inscriptor del moviment”, una màquina “per reproduir la vida real”. Deutsch, en canvi, considera que “res a la pantalla del cinema no és realment “moviment”, i res no és “vida real”". Així doncs, presenta la idea que l’aspecte vigorós del cinema és el fet de ser “una il·lusió aconseguida mitjançant la gravació i reproducció del moviment”.

### Licht und Dunkelheit("Llum i foscor")
Licht und Dunkelheit exposa la invenció i origen del cinema: la llum i la foscor. “Als cinemes actuals, la foscor segueix la llum quaranta-vuit vegades per segon. Aquest és el ritme en què la porta interromp la llum de la làmpada del projector i crea, juntament amb l’avanç de la pel·lícula, una tempesta cinematogràfica de llamps per als nostres sentits”.

### Ein instrument("Un instrument")
La idea central del tercer curtmetratge és fer palesa la importància del cinema com a eina per a la investigació científica. “Des de la primera sèrie crono-fotogràfica, els successius científics del nostre segle han aprofitat totes les possibilitats cinematogràfiques per explorar el món, al mateix temps que han incorporat desenvolupaments paral·lels com la pel·lícula de raigs X”.

### Material("Material")
La noció de la quarta pel·lícula ve donada d’una experiència pròpia de l’autor: "La meva dona de la neteja va utilitzar aquesta pel·lícula per netejar les rajoles del terra", va dir el venedor del mercat de puces de Sao Paulo, mentre em lliurava un petit rotllo de pel·lícula. Una còpia de treball que conté dos fotogrames de cada escena d’un llargmetratge que s'utilitza per determinar els temps d’exposició. El material de neteja havia atacat l'emulsió amb entusiasme”. Material fa referència a la importància del material i a com és vist a ulls de cadascú.

### Ein Augenblick("Un parpelleig d'ulls")
Deutsch relaciona el món cinematogràfic amb el fenomen fi, que crea “una il·lusió de moviment continu, tot i que el que es projecta no és més que una sèrie d'imatges fixes”. Tal com Edgar Morin expressa, "l'espectador del cinema reacciona a la pantalla com si el cervell estigués unit a una retina invertida a distància”.

### Ein Spiegel("Un mirall")
El darrer film del documental de Deutsch medita sobre la similitud de la pel·lícula i un mirall respecte de la seva funcionalitat: "La imatge cinematogràfica... és el que és, que és pel·lícula. No és ni un mirall que es nega a si mateix ni un mitjà que s'ignora. És ella mateixa la concreció... de la funció de mirall; l'encarnació de la reflexió: una mirada que mira enrere", va escriure Michael Kötz referint-se a la doble funció de la càmera i el projector que van incorporar els germans Lumière.

## Gustav Deutsch

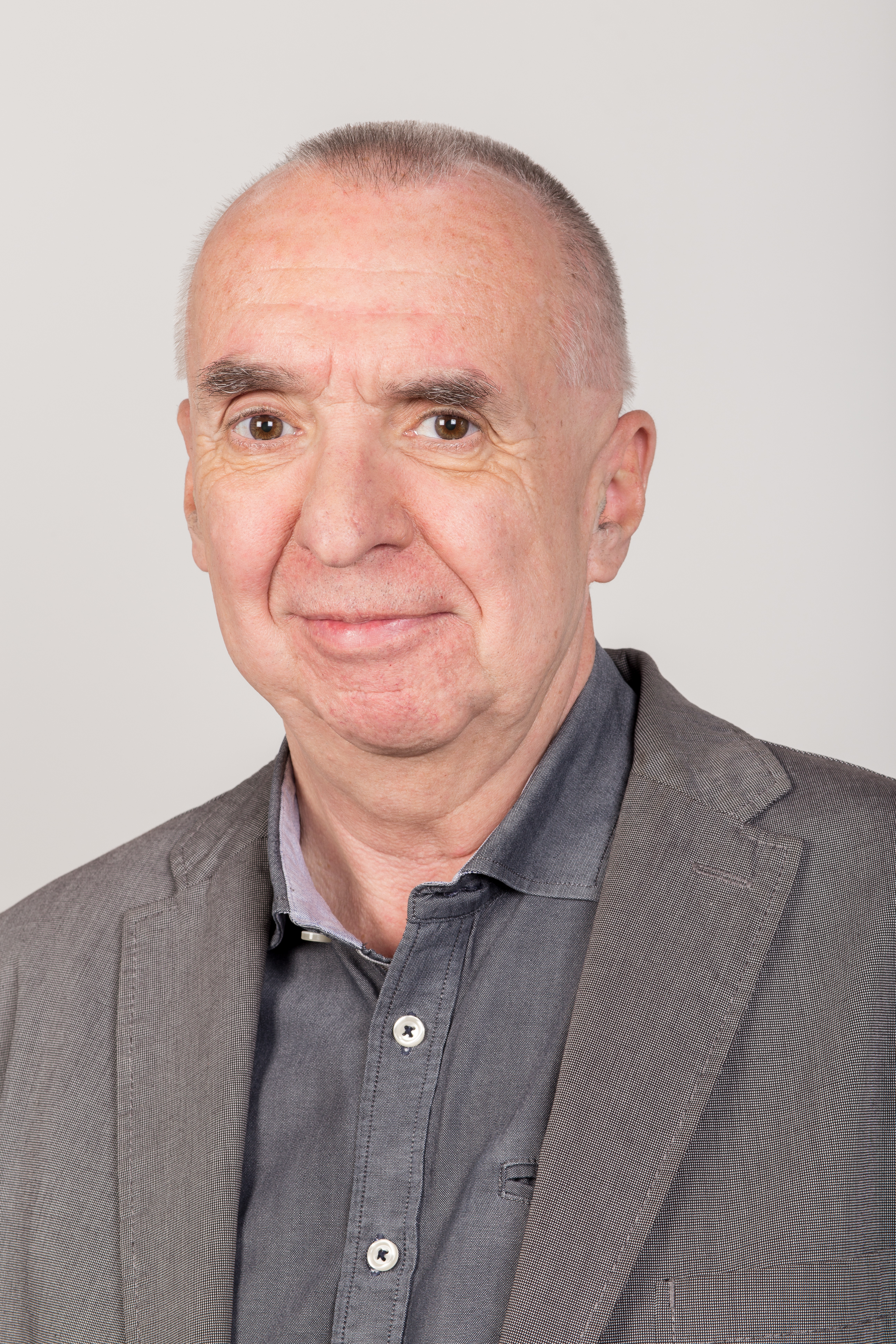
Gustav Deutsch (2016)

Gustav Deutsch fou un cineasta que començà a explorar el camp de la cinematografia a finals dels anys 70. Les produccions de Deutsch, basades principalment en el metratge apropiat, es basen en les creacions de Joseph Cornell i Bruce Conner. En total, agrupa unes cent pel·lícules.
Altres ocupacions i hobbies varen ser el dibuix, la fotografia, l'arquitectura i la música.

## Altres dades
- Gustav Deutsch fou guardonat pel documental a Ann Arbor Film Festival (2000), en la categoria de “El millor del festival”.[5]
- El llargmetratge és seguit per dues produccions de Deutsch més: Film Ist. (7-12), de 2002, que se centra en els trucs, l'humor i el teatre per intentar traçar una línia cap a les innovacions de Mèlies;[6] i Film ist a Girl & a Gun, estrenada l'any 2009. La trilogia és un esforç per descriure i definir per si mateixa el que la pel·lícula és.[7]